# Hiram Eugene
Hiram Eugene (Lafayette, 24 novembre 1980) è un giocatore di football americano statunitense che è attualmente free agent.

## Carriera universitaria
Ha giocato con i Louisiana Tech Bulldogs, squadra rappresentativa dell'università di Louisiana Tech.

## Carriera professionistica

### Oakland Raiders
Al draft NFL 2005 non è stato selezionato, ma poi è stato preso dai rookie non selezionati dai Raiders.  Ha chiuso le sue prime due stagioni senza mai giocare.
Ha debuttato nella NFL il 9 settembre 2007 contro i Detroit Lions indossando la maglia numero 31. Nella stagione 2008 ha giocato come free safety.
Dopo esser stato sul mercato dei free agent il 13 aprile 2009 ha prolungato il suo contratto di un anno per 1,01 milioni di dollari.
Il 30 marzo 2010 ha rifirmato con i Raiders un contratto di un anno. Ha saltato la 2a e 3a settimana per un infortunio al muscolo posteriore della gamba.
Il 10 ottobre contro i San Diego Chargers ha fatto il suo primo touchdown su carriera.
Il 9 marzo 2011 ha firmato un contratto di 4 anni per 10,25 milioni di dollari. L'11 agosto 2011 durante la partita di preseason contro gli Arizona Cardinals in un tackle si è slogato l'anca. Il 15 agosto è stato operato, il 26 dello stesso mese è stato messo sulla lista infortunati chiudendo la stagione regolare.
Il 9 marzo 2012 è stato svincolato dopo aver fallito i test fisici.

## Vittorie e premi
Nessuno.

## Statistiche
| Partite totali             | 60  |
| Partite totali da titolare | 19  |
| Tackle totali              | 153 |
| Intercetti fatti           | 1   |
| Fumble forzati             | 2   |
| Fumble recuperati          | 4   |